# Clan Takenaka

Mon du clan Takenaka.

Le Clan Takenaka (竹中氏, Takenaka-shi) est un clan japonais qui descend de la branche Toki de la famille Seiwa-Genji.
La famille, qui possède des terres dans le district de Fuwa de la province de Mino, a été fondée par Iwate Shigeuji qui a été le premier à prendre le nom « Takenaka ».
La famille, très connue sous la direction du stratège Takenaka Shigeharu (Hanbei), devient hatamoto sous Tokugawa Ieyasu pendant l'époque d'Edo. Shigekata Takenaka, le chef de famille à l'époque du Bakumatsu, est un commandant réputé durant la guerre de Boshin.
Une branche de la famille Takenaka est daimyo des Takada jusqu'en 1634 puis du domaine de Funai (province de Bungo), avant de voir ses terres retournées au shogunat.